# Горшенин, Павел Сидорович
Павел Сидорович Горшенин (21 января [2 февраля] 1899, Нязепетровск — 25 февраля 1939) — советский военный, государственный и политический деятель. Расстрелян в 1939 году. Реабилитирован посмертно.

## Биография
Родился в 1899 году в Нязепетровске Пермской губ. Член РКП(б) с марта 1918 года.
С 1916 года — на военной, общественной и политической работе. В 1916—1939 гг. — в составе Нязепетровского красногвардейского отряда, командир партизанского отряда, схвачен, приговорён к расстрелу, бежал, командир взвода 9-й Особой ударной бригады, командир роты 221-го стрелкового полка 25-й стрелковой дивизии им. В. И. Чапаева, начальник летучего отряда, слушатель Московской школы среднего комсостава, командир роты и батальона 25-го пехотного полка в Казани, 73-го полка в Нежине, слушатель Военной академии РККА им. М. В. Фрунзе, начальник штаба 19-го Нежинского стрелкового полка, начальник отдела штаба РККА, заведующий военным отделом, секретарь ЦК ВЛКСМ по военной работе в комсомоле, окончил Военно-воздушную академию, военный комиссар ВВС РККА, председатель Центрального совета Осоавиахима СССР.
Избирался депутатом Верховного Совета СССР 1-го созыва.
26 января—10 февраля 1934 года делегат XVII съезда ВКП(б) с совещательным голосом.
19 февраля 1938 — воинское звание «комбриг».
На момент ареста проживал : г. Москва, Староконюшенный пер., д.19, кв.9.
28 октября 1938 года арестован. Внесён в список Л. Берии — А. Вышинского от 15 февраля 1939 года по 1-й категории. Осужден к ВМН ВКВС СССР 25 февраля 1939 года по обвинению в «участии в контрреволюционной организации в ЦК ВЛКСМ». Расстрелян в тот же день вместе с группой осужденных ВКВС СССР (в том числе бывш. секретарями ЦК ВЛКСМ П. А. Вершковым, Л. Б. Герцовичем, С. М. Соболевым и П. И. Смородиным). Место захоронения — «могила невостребованных прахов» № 1 крематория Донского кладбища. Реабилитирован посмертно 26 мая 1956 г ВКВС СССР.

## Награды
- 29.10.1933 — орден Ленина (в ознаменование 15-летия Всесоюзного Ленинского коммунистического союза молодёжи)[2].